# Acemya indica
Acemya indica là một loài ruồi trong họ Tachinidae.